# Sicyos sertuliferus
Sicyos sertuliferus är en gurkväxtart som beskrevs av Célestin Alfred Cogniaux, Th. Dur. och Pitt. Sicyos sertuliferus ingår i släktet hårgurkor, och familjen gurkväxter. Inga underarter finns listade i Catalogue of Life.